# Млинчеки
Млинчеки (словац. Mlynčeky) — село в Словаччині, Кежмарському окрузі Пряшівського краю. Розташоване на півночі східної Словаччини в центральній частині Попрадської угловини на східному підніжжі Високих Татр.
В селі є римо-католицький костел св. Іоана Хрестителя з 1970 року.

## Історія
Вперше село згадується у 1896 році.

## Населення
| Рік:            | 1993 | 2003     | 2013    | 2023    |
| --------------- | ---- | -------- | ------- | ------- |
| Кількість осіб: | 531  | 609      | 663     | 706     |
| Різниця:        |      | +14,68 % | +8,86 % | +6,48 % |

| Рік:            | 2022 | 2023    |
| --------------- | ---- | ------- |
| Кількість осіб: | 711  | 706     |
| Різниця:        |      | -0,70 % |

В селі проживає 632 осіб.
Національний склад населення (за даними останнього перепису населення — 2001 року):
- словаки — 98,46 %
- німці — 0,68 %
- поляки — 0,34 %
- чехи — 0,17 %
- угорці — 0,17 %

Склад населення за приналежністю до релігії станом на 2001 рік:
- римо-католики — 94,18 %,
- протестанти — 1,37 %,
- греко-католики — 0,34 %,
- православні — 0,34 %,
- не вважають себе віруючими або не належать до жодної вищезгаданої церкви — 2,05 %